# Leichtathletik-Europameisterschaften 2018/Diskuswurf der Männer

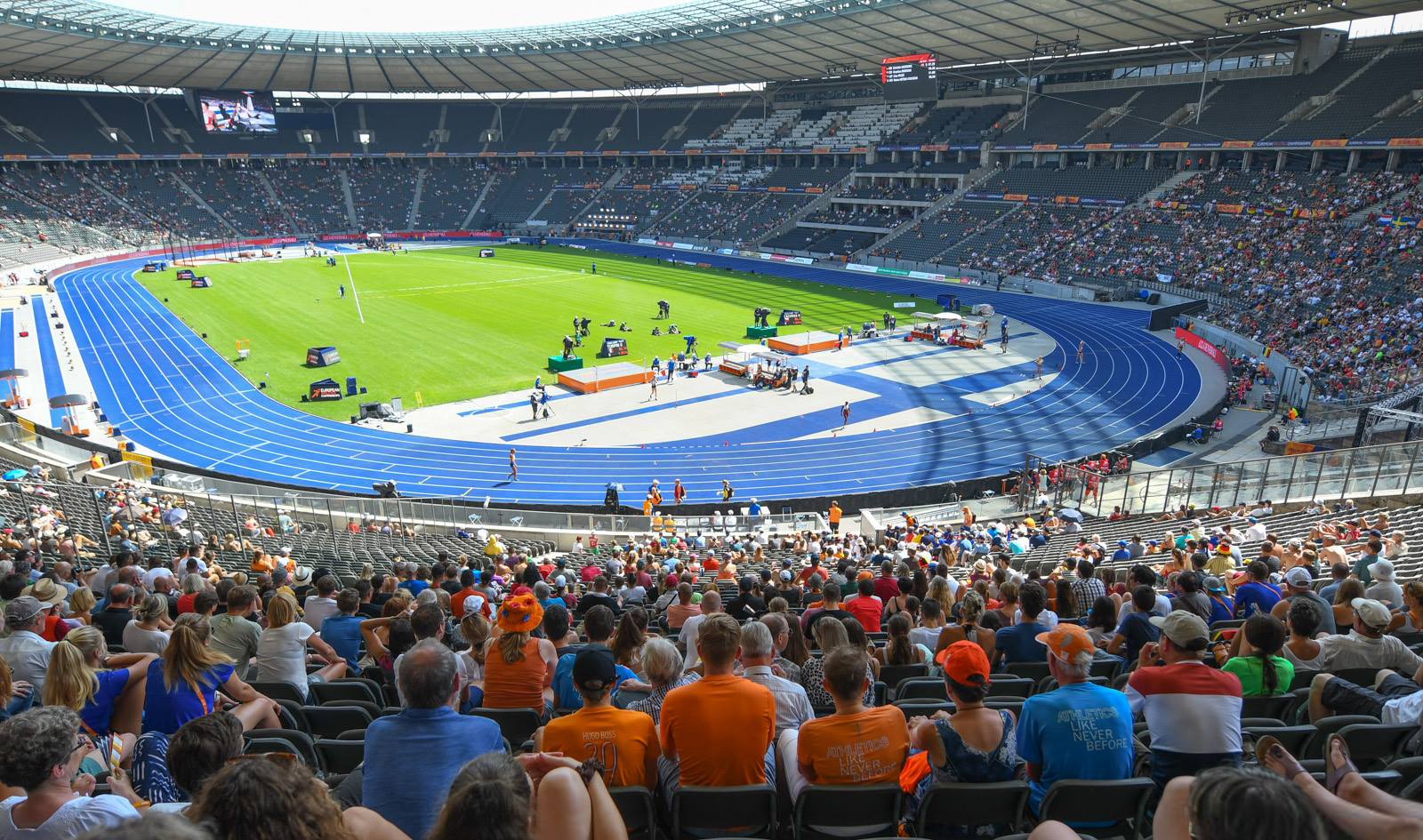
Das Berliner Olympiastadion am 9. August 2018

Der Diskuswurf der Männer bei den Leichtathletik-Europameisterschaften 2018 fand am 7. und am 8. August im Olympiastadion in der deutschen Hauptstadt Berlin statt.
Europameister wurde Andrius Gudžius aus Litauen. Der Schwede Daniel Ståhl gewann die Silbermedaille. Bronze ging an den Österreicher Lukas Weißhaidinger.

## Bestehende Rekorde
| Weltrekord           | 74,08 m | Jürgen Schult     | Neubrandenburg, DDR (heute Deutschland) | 6. Juni 1986   |
| Europarekord         | 74,08 m | Jürgen Schult     | Neubrandenburg, DDR (heute Deutschland) | 6. Juni 1986   |
| Meisterschaftsrekord | 68,87 m | Piotr Małachowski | EM Barcelona, Spanien                   | 1. August 2010 |

Der bestehende EM-Rekord wurde bei diesen Europameisterschaften nicht erreicht. Die größte Weite erzielte der litauische Europameister Andrius Gudžius mit 68,46 m, womit er 41 Zentimeter unter dem Rekord blieb. Zum Welt- und Europarekord fehlten ihm 5,21 m.

## Legende
Kurze Übersicht zur Bedeutung der Symbolik – so üblicherweise auch in sonstigen Veröffentlichungen verwendet:
| SB  | Persönliche Jahresbestleistung |
| NM  | keine Weite (no mark)          |
| ogV | ohne gültigen Versuch          |
| –   | verzichtet                     |
| x   | ungültig                       |

## Qualifikation
26 Teilnehmer traten in zwei Gruppen zur Qualifikationsrunde an. Fünf von ihnen (hellblau unterlegt) übertrafen die Qualifikationsweite für den direkten Finaleinzug von 64,00 m. Damit war die Mindestzahl von zwölf Finalteilnehmern nicht erreicht. Das Finalfeld wurde mit den sieben nächstplatzierten Sportlern (hellgrün unterlegt) auf zwölf Werfer aufgefüllt. So mussten für die Finalteilnahme schließlich 62,19 m erbracht werden.

### Gruppe A
7. August 2018, 9:40 Uhr MESZ

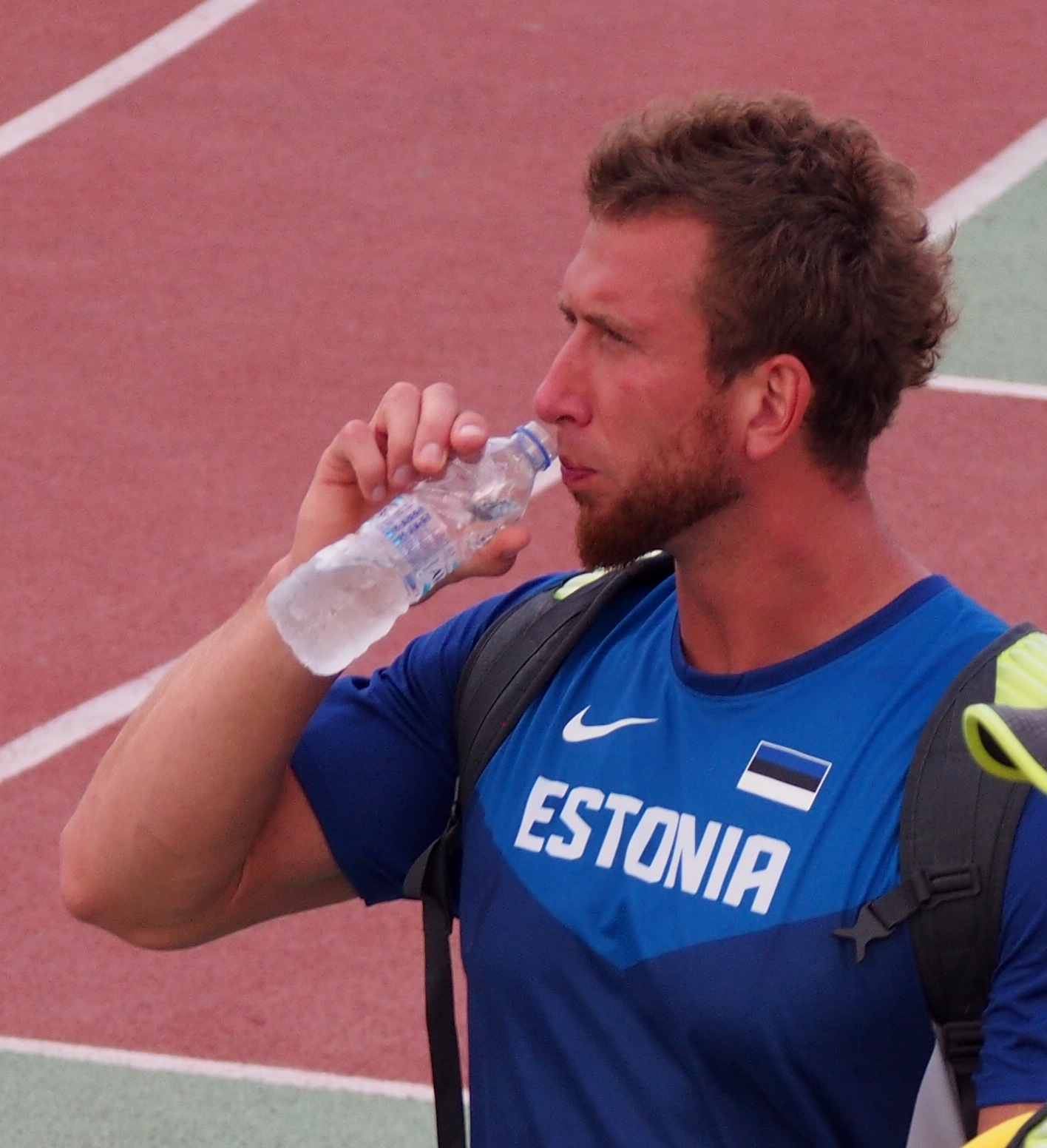
Mit 62,13 m schied Martin Kupper in der Qualifikation aus
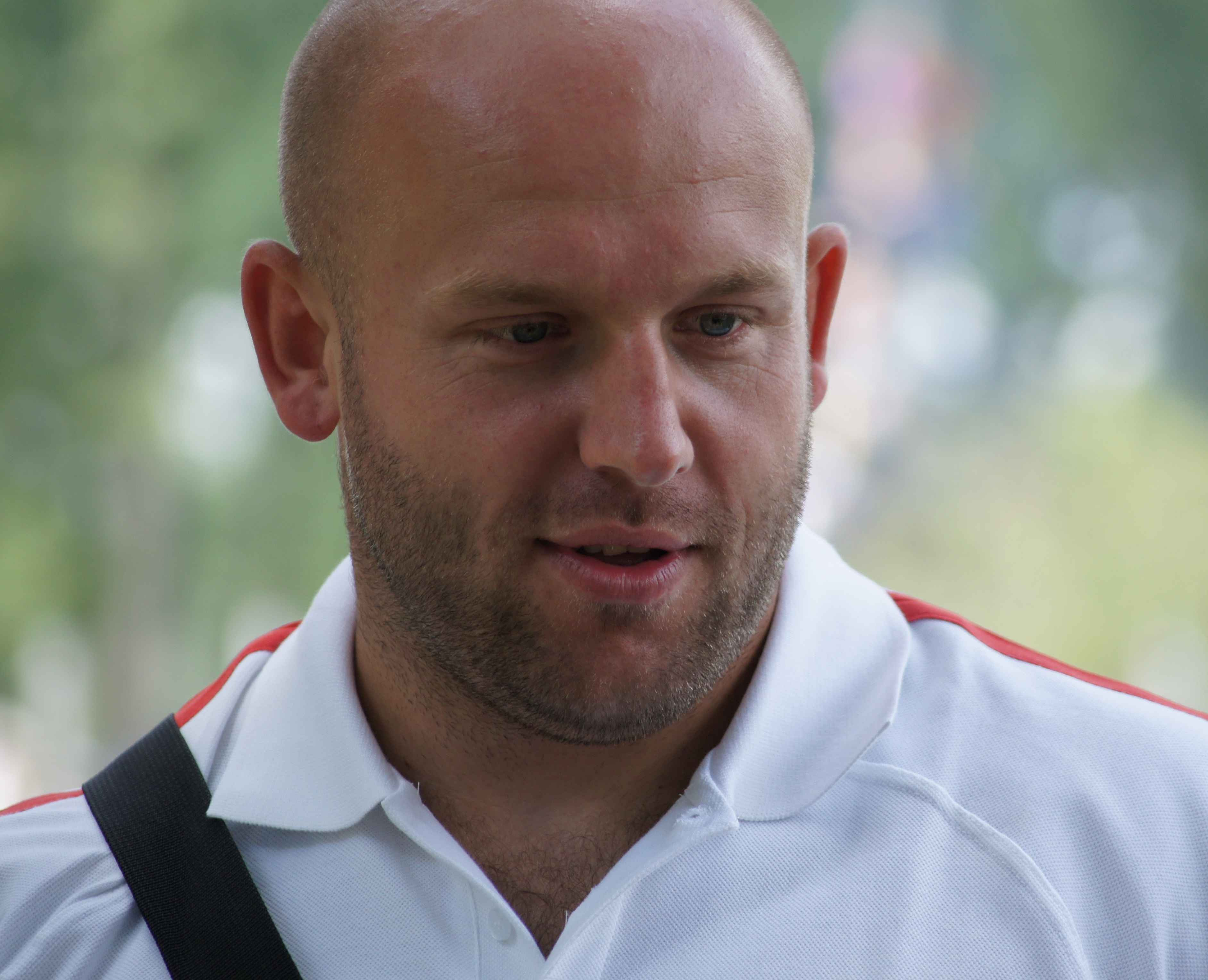
Ohne einen gültigen Versuch blieb der in vielen hochkarätigen Wettbewerben vergangener Jahre sehr erfolgreiche Piotr Malachowski

| Platz | Athlet                   | Land        | Versuchsserie (m) | Versuchsserie (m) | Versuchsserie (m) | Weite (m) |
| Platz | Athlet                   | Land        | 1. Versuch        | 2. Versuch        | 3. Versuch        | Weite (m) |
| ----- | ------------------------ | ----------- | ----------------- | ----------------- | ----------------- | --------- |
| 1     | Daniel Ståhl             | Schweden    | 67,07             | –                 | –                 | 67,07000  |
| 2     | Alin Alexandru Firfirică | Rumänien    | 59,99             | 62,34             | 64,79             | 64,79000  |
| 3     | Mykyta Nesterenko        | Ukraine     | 60,62             | 59,55             | 63,34             | 63,34 SB  |
| 4     | Robert Harting           | Deutschland | 62,69             | 63,29             | x                 | 63,29000  |
| 5     | Apostolos Parellis       | Zypern      | 60,50             | 60,18             | 62,32             | 62,32000  |
| 6     | Lukas Weißhaidinger      | Österreich  | x                 | 59,48             | 62,26             | 62,26000  |
| 7     | Martin Kupper            | Estland     | 62,03             | 62,13             | x                 | 62,13000  |
| 8     | Róbert Szikszai          | Ungarn      | 61,66             | 61,82             | x                 | 61,82000  |
| 9     | Axel Härstedt            | Schweden    | 61,19             | x                 | 59,38             | 61,19000  |
| 10    | Hannes Kirchler          | Italien     | 57,94             | 59,44             | 60,42             | 60,42000  |
| 11    | Daniel Jasinski          | Deutschland | x                 | 60,10             | 59,15             | 60,10000  |
| 12    | Giovanni Faloci          | Italien     | 57,75             | 57,20             | 59,27             | 59,27000  |
| NM    | Piotr Małachowski        | Polen       | x                 | x                 | x                 | ogV000    |

### Gruppe B

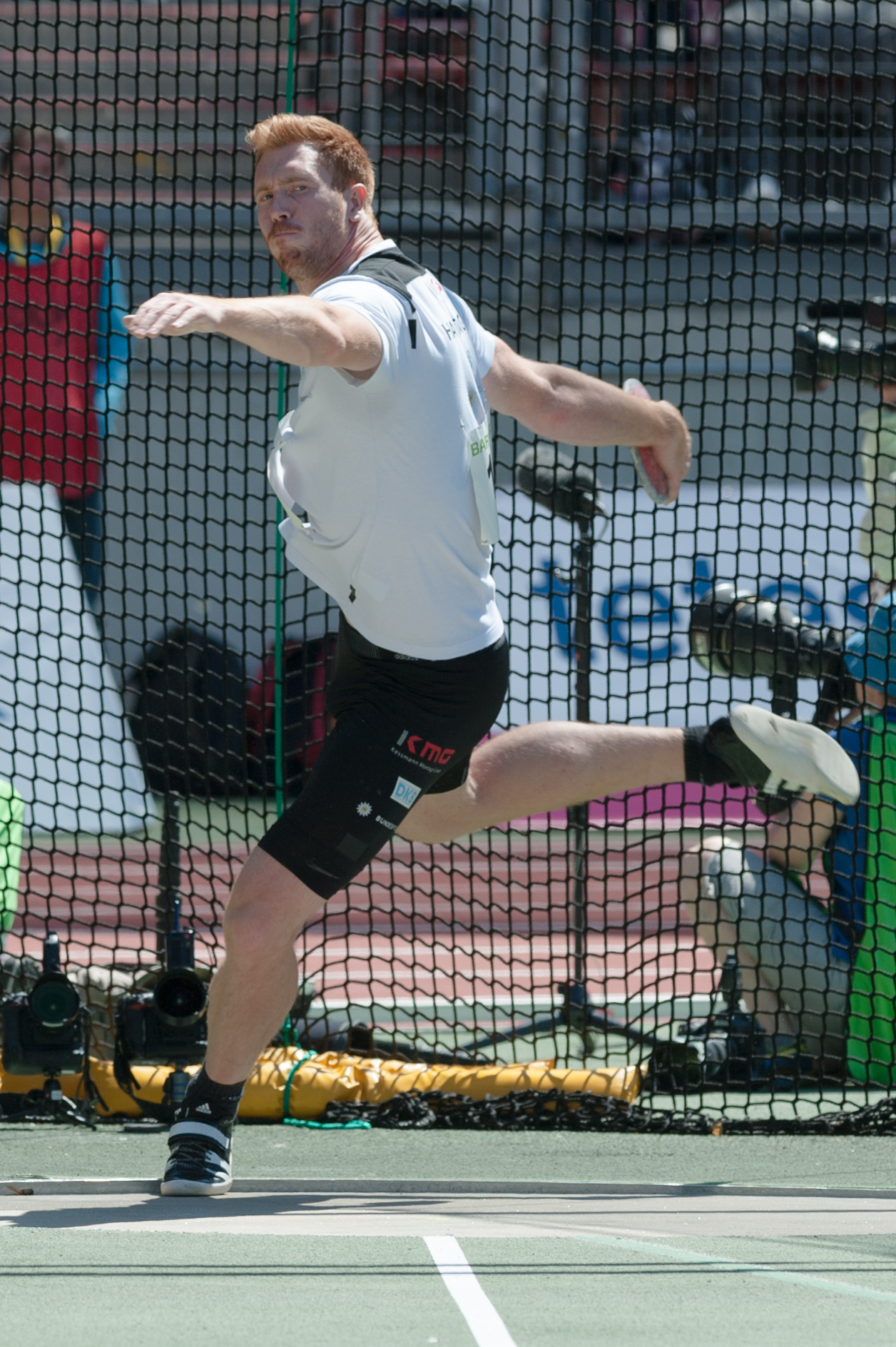
Auch dem aktuellen Olympiasieger Christoph Harting gelang kein gültiger Wurf

7. August 2018, 11:10 Uhr MESZ
| Platz | Athlet               | Land                        | Versuchsserie (m) | Versuchsserie (m) | Versuchsserie (m) | Weite (m) |
| Platz | Athlet               | Land                        | 1. Versuch        | 2. Versuch        | 3. Versuch        | Weite (m) |
| ----- | -------------------- | --------------------------- | ----------------- | ----------------- | ----------------- | --------- |
| 1     | Simon Pettersson     | Schweden                    | x                 | 64,82             | –                 | 64,82     |
| 2     | Andrius Gudžius      | Litauen                     | 60,49             | x                 | 64,30             | 64,30     |
| 3     | Gerd Kanter          | Estland                     | 64,18             | –                 | –                 | 64,18     |
| 4     | Wiktor Butenko       | Authorised Neutral Athletes | 60,86             | x                 | 62,63             | 62,63     |
| 5     | Lolassonn Djouhan    | Frankreich                  | 59,26             | 62,54             | x                 | 62,54     |
| 6     | Ola Stunes Isene     | Norwegen                    | 58,45             | 62,19             | 58,41             | 62,19     |
| 7     | Robert Urbanek       | Polen                       | 60,93             | 61,25             | 62,00             | 62,00     |
| 8     | Guðni Valur Guðnason | Island                      | x                 | 61,36             | 57,39             | 61,36     |
| 9     | Zoltán Kővágó        | Ungarn                      | 58,91             | 59,29             | x                 | 59,29     |
| 10    | Erik Cadée           | Niederlande                 | 57,97             | x                 | x                 | 57,97     |
| 11    | Nazzareno Di Marco   | Italien                     | 57,49             | 56,87             | 55,86             | 57,49     |
| 12    | Lois Maikel Martínez | Spanien                     | x                 | x                 | 54,56             | 54,56     |
| NM    | Christoph Harting    | Deutschland                 | x                 | x                 | x                 | ogV       |

## Finale
8. August 2018, 20:20 Uhr MESZ
| Platz | Athlet                   | Land                        | Versuchsserie (m) | Versuchsserie (m) | Versuchsserie (m) | Versuchsserie (m)                      | Versuchsserie (m)                      | Versuchsserie (m)                      | Weite (m) |
| Platz | Athlet                   | Land                        | 1. Versuch        | 2. Versuch        | 3. Versuch        | 4. Versuch                             | 5. Versuch                             | 6. Versuch                             | Weite (m) |
| ----- | ------------------------ | --------------------------- | ----------------- | ----------------- | ----------------- | -------------------------------------- | -------------------------------------- | -------------------------------------- | --------- |
|       | Andrius Gudžius          | Litauen                     | 65,75             | 62,89             | 67,19             | 67,66                                  | x                                      | 68,46                                  | 68,46000  |
|       | Daniel Ståhl             | Schweden                    | x                 | x                 | 64,20             | 68,23                                  | x                                      | x                                      | 68,23000  |
|       | Lukas Weißhaidinger      | Österreich                  | 63,05             | 62,00             | x                 | 63,98                                  | 65,14                                  | 64,50                                  | 65,14000  |
| 4     | Simon Pettersson         | Schweden                    | x                 | 63,00             | x                 | x                                      | x                                      | 64,55                                  | 64,55000  |
| 5     | Gerd Kanter              | Estland                     | 59,30             | 63,31             | 62,72             | 62,97                                  | 63,29                                  | 64,34                                  | 64,34000  |
| 6     | Robert Harting           | Deutschland                 | 61,09             | 63,45             | x                 | 64,33                                  | 63,38                                  | 63,38                                  | 64,33000  |
| 7     | Alin Alexandru Firfirică | Rumänien                    | 58,43             | 63,30             | 61,02             | 60,45                                  | 63,23                                  | 63,73                                  | 63,73 SB  |
| 8     | Apostolos Parellis       | Zypern                      | 63,62             | 61,24             | 60,88             | 61,29                                  | 62,62                                  | 60,98                                  | 63,62000  |
| 9     | Wiktor Butenko           | Authorised Neutral Athletes | 60,11             | 61,42             | 62,24             | nicht im Finale der besten acht Werfer | nicht im Finale der besten acht Werfer | nicht im Finale der besten acht Werfer | 62,24000  |
| 10    | Lolassonn Djouhan        | Frankreich                  | x                 | 56,85             | 61,89             | nicht im Finale der besten acht Werfer | nicht im Finale der besten acht Werfer | nicht im Finale der besten acht Werfer | 61,89000  |
| 11    | Ola Stunes Isene         | Norwegen                    | x                 | 59,41             | 59,56             | nicht im Finale der besten acht Werfer | nicht im Finale der besten acht Werfer | nicht im Finale der besten acht Werfer | 59,56000  |
| 12    | Mykyta Nesterenko        | Ukraine                     | x                 | 55,01             | 57,66             | nicht im Finale der besten acht Werfer | nicht im Finale der besten acht Werfer | nicht im Finale der besten acht Werfer | 57,66000  |

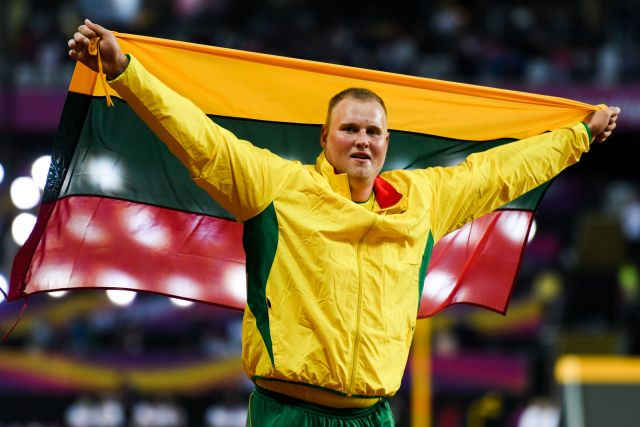
Europameister Andrius Gudžius

Hier trafen noch einmal starke Werfer der Generation früherer Jahre auf die jungen neuen Athleten. Zu letzteren Gruppe gehörten vor allem der Weltmeister von 2017 Andrius Gudžius und der schwedische Vizeweltmeister Daniel Ståhl. Erfolgreiche Werfer, die schon lange im Wettkampfsport standen, waren der Pole Piotr Małachowski – unter anderem Weltmeister von 2015, Europameister von 2010 / 2016, Olympiazweiter von 2016, der Deutsche Robert Harting – unter anderem Weltmeister von 2009 / 2011, Olympiasieger von 2012, Europameister von 2012 / 2014 – und der Este Gerd Kanter – unter anderem Olympiasieger von 2008, Vizeeuropameister von 2012 / 2014. Zum Favoritenkreis gehörte darüber hinaus der deutsche Olympiasieger von 2016 Christoph Harting, Robert Hartings Bruder. Malachowski und Christoph Harting waren allerdings bereits in der Qualifikation ausgeschieden.
Mit einem ersten Wurf von 65,75 m übernahm Weltmeister Gudžius zunächst einmal die Führung. Mit 63,82 m lag der Grieche Apostolos Parellis hier noch an zweiter Stelle. Auch im zweiten Durchgang wollte der Wettbewerb noch nicht so richtig Fahrt aufnehmen. Mit 63,45 m war Robert Harting noch der beste Werfer und lag damit auf Platz drei. Doch dabei blieb es nicht. Gudžius steigerte sich im dritten Durchgang auf 67,19 m und baute damit seine Führung aus. Vizeweltmeister Ståhl erzielte nun 64,20 m und schob Parellis sowie R. Harting um jeweils einen Rang nach hinten.
In Runde vier, der ersten Finalrunde der besten acht Werfer, verbesserte sich R. Harting auf 64,33 m und war damit vorübergehend Zweiter. Ståhl gelangen jetzt 68,23 m, womit er Gudžius von der Spitzenposition verdrängte. Mit seinem fünften Wurf steigerte sich der Österreicher Lukas Weißhaidinger auf 65,14 m und hatte damit den Bronzeplatz erobert. Im letzten Durchgang verschob sich noch einmal fast alles. Der bis dahin achtplatzierte Schwede Simon Pettersson erzielte 64,55 m, was ihm Rang vier einbrachte. Gerd Kanter warf 64,34 m und war damit Fünfter vor Robert Harting. Lukas Weißhaidinger blieb auf Rang drei. Andrius Gudžius gelangen jetzt 68,46 m. Damit hatte er Daniel Ståhl mit dem letzten Wurf übertroffen und wurde Europameister vor dem Schweden.

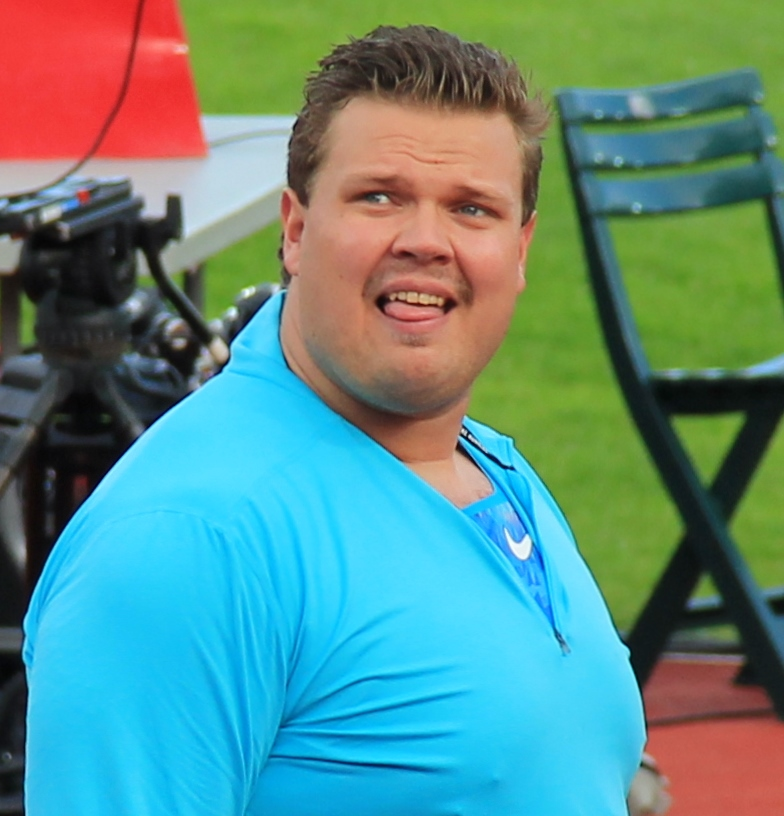
Vizeeuropameister Daniel Ståhl
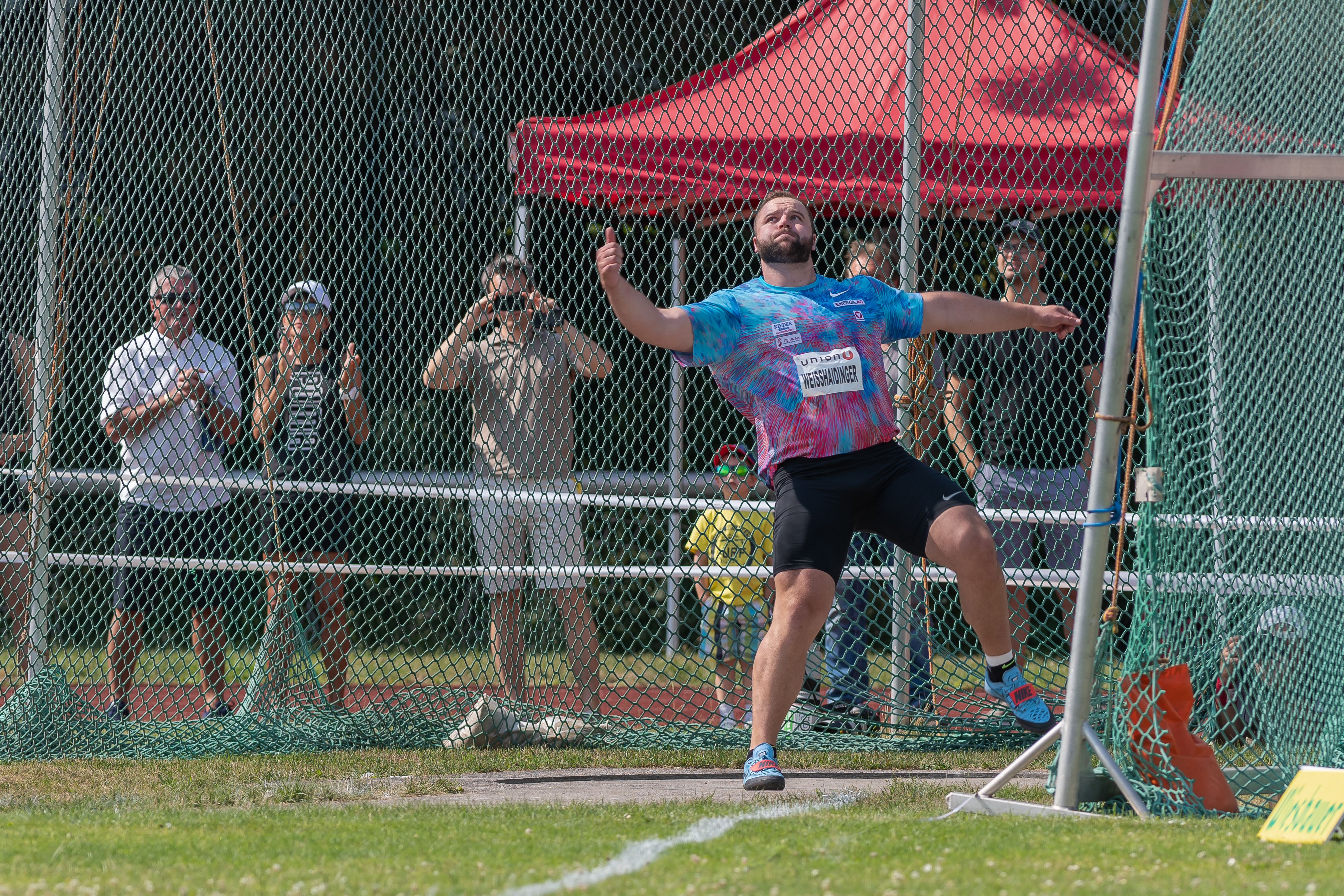
Bronzemedaillengewinner Lukas Weißhaidinger

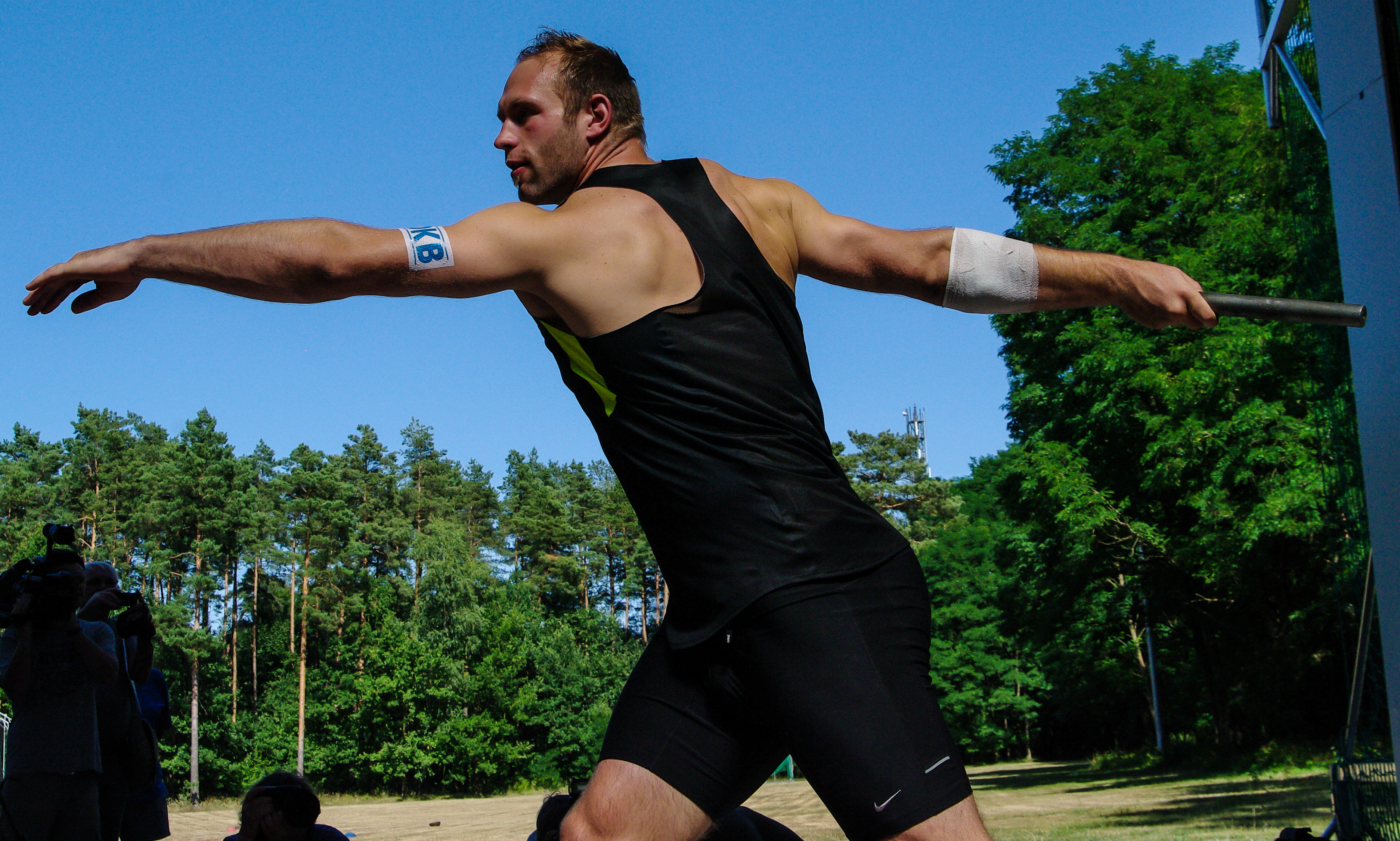
Der Olympiasieger von 2012 Robert Harting wurde Sechster
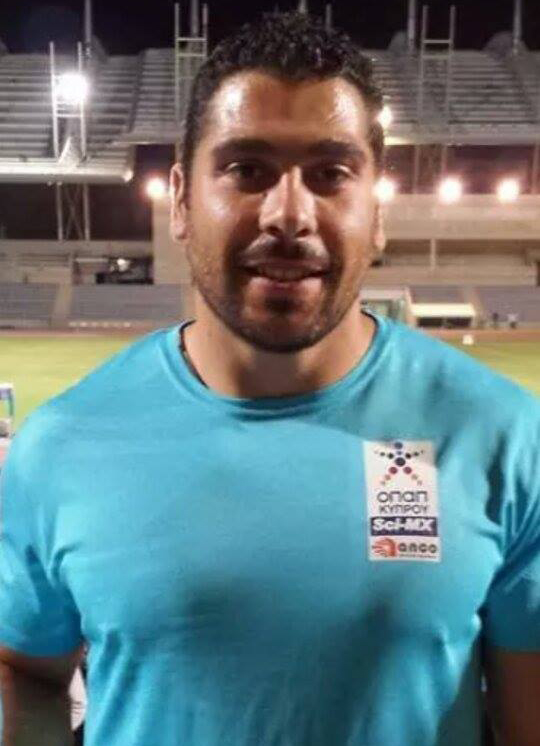
Apostolos Parellis belegte Rang acht
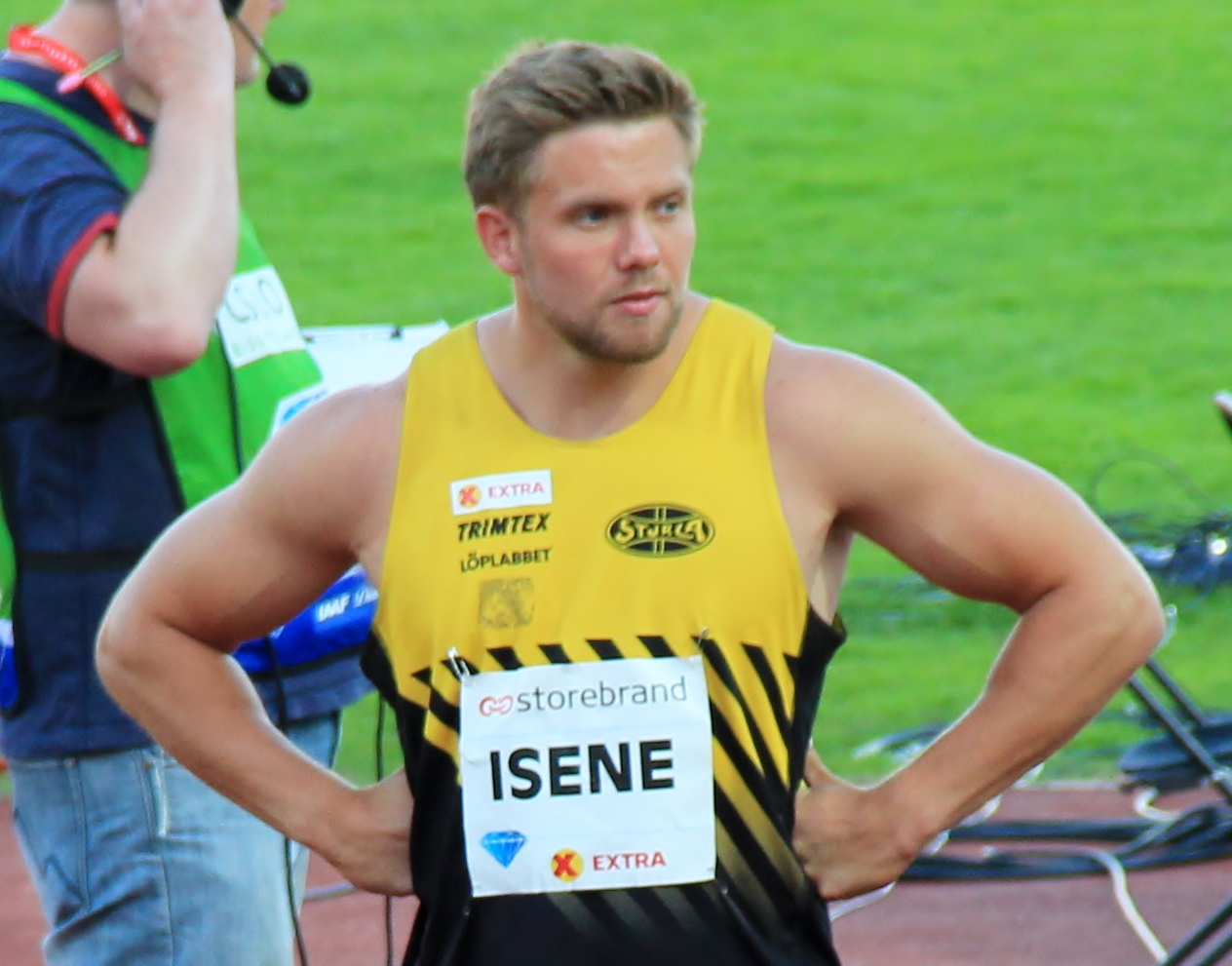
Ola Stunes Isene erreichte den elften Platz